# Grandiosa
Pizza Grandiosa, Grandiosa eller Grandi/Grændis er Norges mest solgte frysepizza. Pizzaen blev lanceret 11. februar 1980 af færdigmadproducenten Nora Industrier. I dag produceres den af Stabburet i Stranda i Møre og Romsdal, og Orkla er ejer.
Fra 1980 til 2011 er der solgt ca. 420 mio. Grandiosapizzaer.
Pizza Grandiosa har en markedsandel i Norge på omkring 50 %, hvilket er omkring 21 mio. Grandiosaer årlig.
I Sverige sælges Grandiosa af Procordia Food.

## Historie og markedsføringstiltag
Pizza Grandiosa blev lanceret i 1980, men det var først i 1993 at salget begyndte at tage fart. I 1994 passerede produktionen 100.000 pizzaer per dag.
Markedsføringen og reklamer har været opfindsomme, og to af kampagnerne har været såkaldte "pizzavalg". Den første var mellem Grandiosa Kjøttdeig & Løk og Grandiosa Pepperoni. Imidlertid fik begge en plads i Grandiosa-sortimentet. Den anden blev arrangeret i 2005 mellem Grandiosa Taco og Grandiosa Pølse & Tomat. Over 200.000 nordmænd deltog og Grandiosa Taco vandt valget.
Grandiosaen fik i 2005 sin egen bog: GrandiosaLAND skrevet af flere forfattere. Bogen er en samling Grandiosa-historier, en række historier om norske traditioner og opskrifter på, hvordan man kan variere pizzaen.
I 2006 blev Grandiosa Lørdagspizza lanceret sammen med sangen "Respekt for Grandiosa". Sangen lå øverst på VG-lista i otte uger og blev hentet ned som ringetone til mobiltelefoner over 700.000 gange. Den er også blevet hentet over 1 mio. gange på nettet, hvoraf 200.000 ikke var i Norge.
I 2009 kom det frem, at SAS ville bruge grandiosa i en markedsføringskampagne, hvor der i fem mio. æsker var en rabatkupon på 100 NOK til SAS' rejser samt én rejsepræmie på 1 mio. NOK. Kampagnen skulle primært ramme Norwegian.
I 2009 udtalte omkring 165.000 nordmænd, at de spiser Grandiosa juleaften, mens dette tal var omkring 200.000 i 2011 og der spises omkring 2,5 mio. Grandiosapizzaer op mod jul.

## Eksport
Grandiosa sælges også i Finland og Sverige, hvor Orkla har fuldt udbygget markedsførings- og distributionsnet inden for frossenpizza-segmentet.
I Finland sælges disse varianter af den originale Grandiosaen: Grandiosa Original, Grandiosa Original 2 pk., Grandiosa Hawaii, Grandiosa Kjøttdeig og Løk og Grandiosa Pepperoni.
I Sverige sælges flere varianter af den originale Grandiosaen.
Pizzaen sælges desuden i Danmark, Polen og Island i begrænset omfang.

## Ingredienser
Den nøjagtige opskrift er hemmelig, men den består hovedsagelig af hvedemel, Jarlsbergost (21,4 %), vand, "pizzakød" og sojaprotein. Det såkaldte pizzakød er en fars som indeholder bl.a 40 % oksekød, vand, soyaprotein, krydderier og konserveringsmiddel. Efter 1997 blev der i en periode brugt gelatine som bindemiddel i farsen.

### Varianter
Der eksisterer 20 varianter af Grandiosa. Alle består af mel, ost og forskellige former for fyld med kød.
- Grandiosa Original (består af strimlet svinekød, ost, tomatsovs og paprika, 585g)
- Grandiosa Kjøttdeig & Løk
- Grandiosa Pepperoni
- Grandiosa Pølse & Tomat
- Grandiosa Pølseproff (1998)
- Grandiosa Mild Taco (2000)
- Grandiosa Taco (2004)
- Grandiosa Lørdagspizza (2006)
- Grandiosa Full pakke (2007)
- Grandiosa Gull (2007)
- Grandiosa Speltpizza (2008)
- Grandiosa uten paprika (2009)
- Grandiosa Tynn bunn (April 2009)
- Grandiosa Biff og Løk (2010)
- Grandiosa Ekstra Tynn Mozzarella (2010)
- Grandiosa Hawaii (2010)
- Grandiosa Vår Hjemmelagde (2011)
- Grandiosa Nachopizza (2012)
- Grandiosa Orginal med ny bunn (2012)
- Grandiosa Kebabpizza (2013)

Grandiosa Mild Taco (2000) ophørte i 2004. Sommeren 2004 blev der arrangeret et "folkevalg" mellem Grandiosa Taco og Grandiosa Pølse & Tomat som erstatning for denne. Grandiosa Taco vandt. Der var også en afstemning mellem Grandiosa Kjøttdeig og Løk og Grandiosa Pepperoni, der dog resulterede i at Norge ville have begge varianter.

## Norgesmesterskap i Grandiosa-spisning
11. oktober 2006 blev der arrangeret Norgesmesterskab i Grandiosa-spisning under UKA i Ås. Konkurrencen gik ud på at spise en hel Pizza Grandiosa hurtigst muligt.
Der blev gennemført semifinaler i Bergen, Tromsø, Trondheim, Sogndal, Stavanger, Oslo og Ås, før finalen blev holdt under UKA i Ås. Hovedpræmien var en fryser fyldt med Grandiosa, og vindererne blev Claus Liland i herreklassen med tiden 1:37.4 og Silje Kristine Kristiansen i dameklassen på tiden 2:58.7.
15. oktober 2008 blev der på ny arrangeret Norgesmesterskab i Grandiosa-spisning under UKA i Ås.

## Dagligvareprisen
4. september 2008 blev udviklingen af Pizza Grandiosa belønnet med Dagligvareprisen. Prisen blev tildelt Leif Frode Onarheim, Ivar Moss og Arnold Harang. Onarheim var koncernchef i Nora Industrier, mens Moss var fabrikchef på koncernens fabrik på Stranda. Harang udviklede markedsføringen og distributionen af Grandiosa.